# George Ord

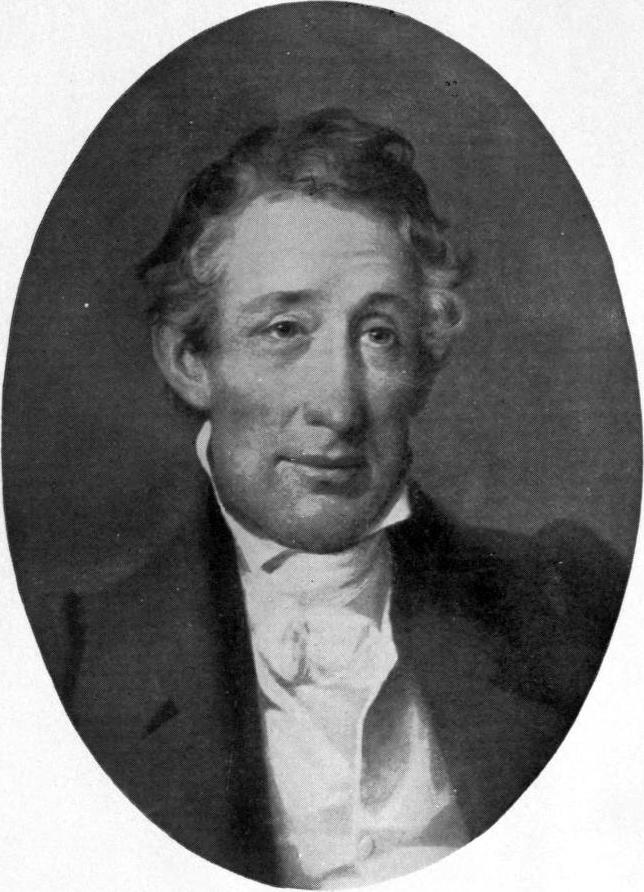
George Ord.

George Ord fue un ornitólogo estadounidense nacido en 1781 en Filadelfia y fallecido el 24 de enero de 1866.

## Biografía
Hijo de un fabricante de cuerdas, ayudaba a su padre en esta labor. En 1829 abandonaría esta actividad para dedicarse de lleno a la ciencia.
En 1815, se convirtió en miembro de la Academia de Ciencias Naturales de Filadelfia, y dos años más tarde, en miembro de la Sociedad Filosófica Americana. Ocupó importantes cargos en ambas entidades. Ord describió varias muestras de la expedición de Lewis y Clark, en particular, del oso pardo y el berrendo. 
Fue amigo y defensor de Alexander Wilson (1766-1813) y le apoyó en varios de sus viajes. Ord concluyó el octavo y el noveno volumen del libro de Wilson, American Ornithology.  Publicó una biografía de Wilson en 1828 y la de otros dos grandes naturalistas, Thomas Say (1787-1843) en 1834 y Charles-Alexandre Lesueur (1778-1846) en 1849. Tomó parte en la edición del diccionario de Samuel Johnson (1709-1784) y la primera edición del diccionario de Noah Webster (1758-1843). Se enfrentó a John James Audubon (1785-1851), a quién acusó de haber usurpado el lugar de Wilson. De hecho, trató de impedir su ingreso en la Academia de Ciencias Naturales de Filadelfia.